# Cacosternum australis
Espèce
Statut de conservation UICN

 LC  : Préoccupation mineure
Cacosternum australis est une espèce d'amphibiens de la famille des Pyxicephalidae.

## Répartition
Cette espèce est endémique du Cap-Occidental en Afrique du Sud.

## Étymologie
Le nom spécifique australis vient du latin australis, méridional, en référence à la distribution de cette espèce par rapport à celle de Cacosternum platys, espèce avec laquelle elle était auparavant confondue.

## Publication originale
- Channing, Schmitz, Burger & Kielgast, 2013 : A molecular phylogeny of African Dainty Frogs, with the description of four new species (Anura: Pyxicephalidae: Cacosternum). Zootaxa, no 3701 (5), p. 518–550.